# Sport 5 (Izrael)
Sport 5 - izraelski kanał sportowy nadający na satelicie Amos 2 4.0°W. 27 grudnia 2007 została uruchomiona wersja HD Sport 5 HD. Kanał dostępny jest przez platformę satelitarną yes i kablówkę HOT Digital

## Prawa Telewizyjne
- Puchar Davisa
- Formuła 1
- Euroliga
- UEFA Champions League
- UEFA Europa League
- Serie A
- T-Mobile Ekstraklasa
- Primera División
- Ligue 1
- MLS
- NBA
- NFL
- Izraelska Super Liga
- Liga Leumit
- Noar Premier League
- Liga Leumit (koszykówka)
- Izraelska Liga siatkówki
- Izraelska Liga piłki ręcznej
- Toto Cup
- Puchar Izraela w koszykówce

## Inne Kanały

### Sport +5
Sport +5 powstał w 2001 roku jako oferta uzupełniająca dla kanału Sport 5. Na kanale transmitowane są m.in. gale WWE Raw i WWE SmackDown. Aktualnie prawie wszystkie transmisje zostały przeniesione z kanału Sport 5 na kanał Sport +5.

### Sport +5 LIVE/Sport +5 LIVE HD
Kanał został uruchomiony w marcu 2007 roku. Kanał powstał jako uzupełnienie oferty dla już nadających kanałów.

### Sport +5 GOLD
Kanał wystartował razem z kanałem Sport +5 LIVE. Głównym celem kanału jest pokazywanie historycznych i archiwalnych transmisji sportowych.

### Sport i5
Start kanału nastąpił w sierpniu 2010 roku kanał ma charakter sportowo-informacyjny.

### Sport 5 HD
Wersja HD głównego kanału która wystartowała 27 grudnia 2007 roku. Kanał początkowy był dostępny tylko dla abonentów platformy satelitarnej yes, aktualnie kanał dostępny jest też w kablówce HOT. Na kanale są prowadzone transmisje HD UEFA Champions League, NBA, Wimbledon, Igrzyska Olimpijskie i od sezonu 2012 F1

### Sport 5 3D
W kwietniu 2011 roku wystartował 7 kanał z pod marki Sport 5 był to Sport 5 3D który pokazywał mecze piłki nożnej w standardzie 3D, z powodu małej oglądalności kanał został zdjęty z anteny we wrześniu tego samego roku.

## Dostępność
Platforma satelitarna "yes":
- Sport 5 - Kanał 55
- Sport +5 - Kanał 56
- Sport +5 GOLD - Kanał 57
- Sport +5 LIVE/Sport +5 LIVE HD - Kanał 58
- Sport 5 HD - Kanał 59

Telewizja Kablowa "HOT":
- Sport 5 - Kanał 55
- Sport 5 (Analog) - Kanał 5
- Sport +5 - Kanał 56
- Sport +5 GOLD - Kanał 57
- Sport +5 LIVE - Kanał 58
- Sport i5 - Kanał 59
- Sport 5 HD - Kanał 555
- Sport +5 LIVE HD - Kanał 558

## Historia
- 1990 - Uruchomienie kanału
- 2001 - Start kanału Sport +5
- Marzec 2007 Start Kanałów Sport +5 LIVE i Sport +5 GOLD.
- 27 grudnia 2007 - Uruchomienie wersji HD kanału "Sport 5 HD"
- Sierpień 2010 - Start kanału Sport i5
- Kwiecień 2011 - Start kanału Sport 5 3D
- Wrzesień 2011 - Likwidacja kanału Sport 5 3D